# Oxyrhachis brevis
Oxyrhachis brevis är en insektsart som beskrevs av Capener 1962. Oxyrhachis brevis ingår i släktet Oxyrhachis och familjen hornstritar. Inga underarter finns listade i Catalogue of Life.